# Jesús Olmedo
Jesús Olmedo (ur. 6 października 1973 roku w Andaluzji) – hiszpański aktor.
Stał się rozpoznawalny dzięki roli Marka w serialu Antena 3 Hiszpania. W 2013 r. na kanale Antena 3 miał premierę sequel Imperium. Wcześniej w serialu Telecinco Szpital Centralny zagrał rolę Carlosa Granadosa, pracownika socjalnego, który pierwszy przyszedł jako pacjent. 
W 2008 związał się z modelką Nereą Garmendią. 

## Wybrana filmografia

### Filmy fabularne
- 1999: Diabelska gra (Nadie conoce a nadie) jako Brujo
- 2000: Uciekinierki (Fugitivas) jako Juanjo
- 2003: Listopad (Noviembre) jako Kelner
- 2005: Twoje 15 dni (15 días contigo) jako Maszynista
- 2005: Nasienia, opowieść o miłości (Semen, una historia de amor) jako Młody Emilio
- 2008: 8 randek (8 citas) jako Dani
- 2008: Plumeria (Flor de mayo) jako Martinez
- 2010: Dziedzictwo Waldemara II: Zakazany cień  (La Herencia Valdemar II: La sombra prohibida) jako Szambelan

### Seriale TV
- 1997: Hostal królewski Manzanares (Hostal Royal Manzanares) jako Pablo
- 2000: Dziennikarze (Periodistas) jako Jesús
- 2000: Komisarz (El comisario)
- 2000: Po szkole (A salir de clase)
- 2001: Istota władzy (Esencia de poder) jako Diego Rivera
- 2004: Lokator (El inquilino) jako Javier
- 2005: Nie ma nikogo żywego (Aquí no hay quien viva) jako Ricardo
- 2005-2009: Szpital Centralny (Hospital Central) jako
- 2010-2012: Hiszpania, legenda (Hispania, la leyenda) jako Carlos Granados
- 2012: Imperium jako Marco
- 2013: Złoty skok (El clavo de oro) jak Judasz